# Lijst van Stolpersteine in Bodegraven-Reeuwijk

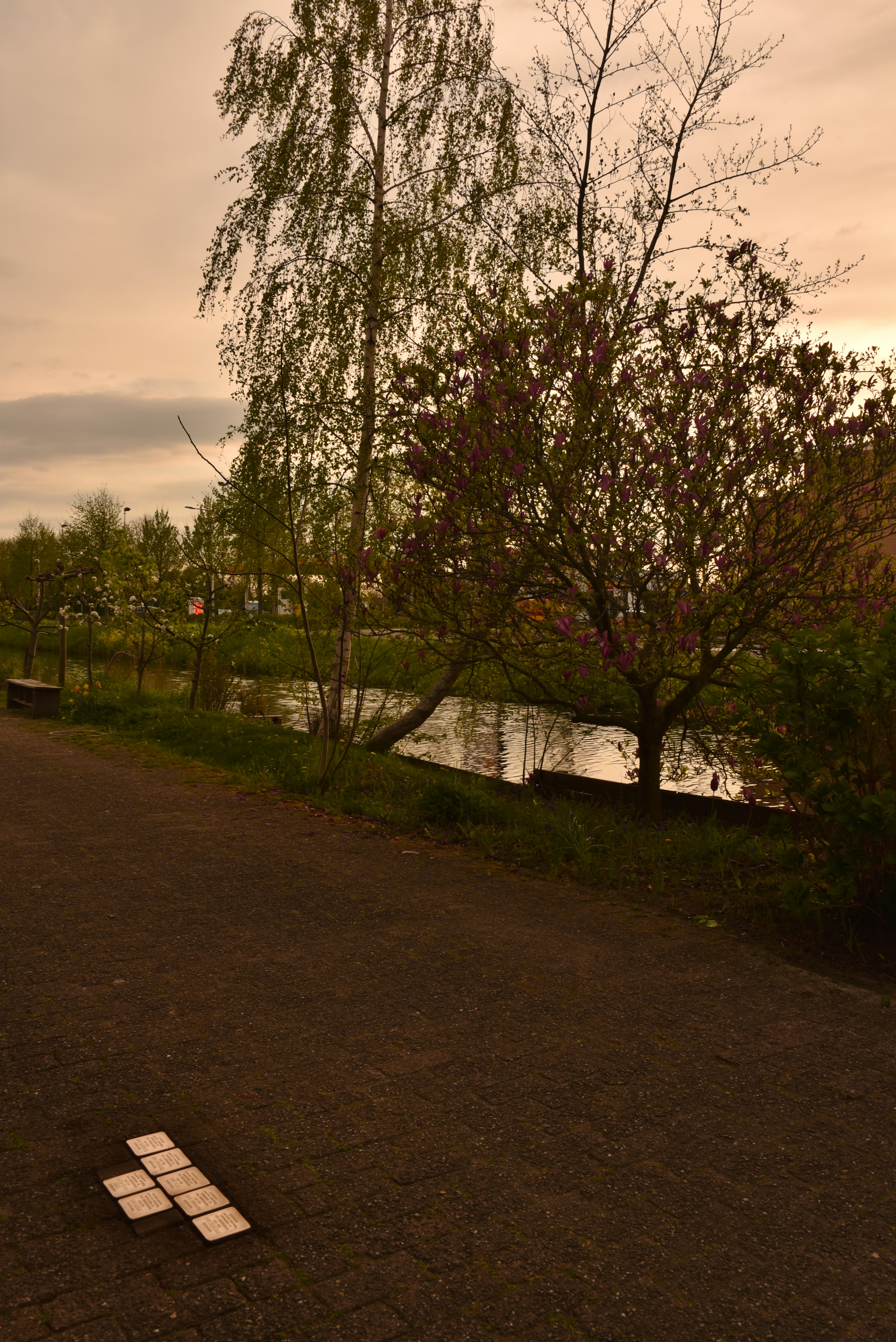
Stolpersteine voor familie Gans in Bodegraven

De Lijst van Stolpersteine in Bodegraven-Reeuwijk geeft een overzicht van de Stolpersteine in Bodegraven-Reeuwijk in de Nederlandse provincie Zuid-Holland die zijn geplaatst in het kader van het Stolpersteine-project van de Duitse beeldhouwer-kunstenaar Gunter Demnig.

## Stolpersteine
In Bodegraven-Reeuwijk liggen zeven Stolpersteine op één adres. Omdat het Stolpersteine-project doorloopt, kan deze lijst onvolledig zijn.

| Stolperstein | Inscriptie                                                                                              | Adres                   | Herdachte persoon                      |
| ------------ | --- | ----------------------- | -------------------------------------- |
|              | HIER WOONDE COENRAAD GANS GEB. 1924 GEDEPORTEERD 1942 UIT WESTERBORK VERMOORD 30-9-1942 AUSCHWITZ       | Emmakade 133 Bodegraven | Coenraad Gans (1924–1942)              |
|              | HIER WOONDE ELISABETH GANS GEB. 1926 GEDEPORTEERD 1942 UIT WESTERBORK VERMOORD 30-9-1942 AUSCHWITZ      | Emmakade 133 Bodegraven | Elisabeth Gans (1926–1942), ook Liesje |
|              | HIER WOONDE JOSEPH GANS GEB. 1891 GEDEPORTEERD 1942 UIT WESTERBORK VERMOORD 31-3-1944 MIDDEN-EUROPA     | Emmakade 133 Bodegraven | Joseph Gans (1891–1944)                |
|              | HIER WOONDE LEVI GANS GEB. 1919 GEDEPORTEERD 1942 UIT WESTERBORK VERMOORD 30-9-1942 AUSCHWITZ           | Emmakade 133 Bodegraven | Levi Gans (1919–1942)                  |
|              | HIER WOONDE MARIANNE GANS GEB. 1917 GEDEPORTEERD 1942 UIT WESTERBORK VERMOORD 30-9-1942 AUSCHWITZ       | Emmakade 133 Bodegraven | Marianne Gans (1917–1942)              |
|              | HIER WOONDE VROUWTJE GANS GEB. 1916 GEDEPORTEERD 1942 UIT WESTERBORK VERMOORD 30-9-1942 AUSCHWITZ       | Emmakade 133 Bodegraven | Vrouwtje Gans (1916–1942)              |
|              | HIER WOONDE DUIFJE GANS-PILLER GEB. 1888 GEDEPORTEERD 1942 UIT WESTERBORK VERMOORD 26-10-1942 AUSCHWITZ | Emmakade 133 Bodegraven | Duifje Gans-Piller (1888–1942)         |

## Data van plaatsingen
- 03 december 2016: Bodegraven